# Карранса, Хосе Луис
Хосе́ Луи́c Карра́нса Виванко (исп. José Luis Carranza Vivanco; род. 8 января 1964, Лима) — перуанский футболист, играл на позиции полузащитника. В составе клуба «Университарио», за который играл всю свою карьеру, является восьмикратным чемпионом страны и рекордсменом по количеству сыгранных матчей (570 игр).

## Биография

### Игровая карьера

#### Клубная карьера
Карранса дебютировал за «Университарио» 20 октября 1985 года в матче против «Лос Эсперантос»; тот матч закончился со счётом 1:1. В последующие 19 сезонов Карранса играл за эту команду, в составе которой выиграл 8 чемпионских титулов, став рекордсменом по количеству матчей за эту команду, сыграв 524 игры в чемпионате страны, а также 51 игру в Кубке Либертадорес.
Последний матч в карьере сыграл 26 декабря 2004 года; матч против «Депортиво Ванка» завершился со счётом 5:2, в этом матче он забил гол.

#### Карьера в сборной
Карранса в составе сборной Перу был участником четырёх Кубков Америки (1989, 1991, 1993, 1995).
Всего за национальную сборную сыграл 55 матчей и забил 1 гол.

## Достижения
«Университарио»
- Чемпион Перу (8): 1985, 1987, 1990, 1992, 1993, 1998, 1999, 2000